# Athlītikos Syllogos Arīs Thessalonikīs 2025-2026

## Stagione
La stagione 2025-2026 vede la 61ª partecipazione in massima serie greca dell'Aris Salonicco, nonché l'ottava consecutiva, che conferma in panchina il tecnico Marinos Ouzounidīs. La squadra di Salonicco, dopo aver concluso il campionato precedente in quinta posizione si è qualificata al secondo turno preliminare di UEFA Conference League. L'esordio in Europa non è dei migliori e vede l'eliminazione al secondo turno di qualificazioni per mano degli azeri dell'Araz con un risultato complessivo di 4-3.

## Maglie e sponsor
Lo sponsor tecnico per la stagione 2025-2026 è Kappa, mentre lo sponsor ufficiale è NoviBet.
|  | Casa |  | Trasferta |  | Terza maglia |

## Rosa
Rosa e numerazione tratte dal sito ufficiale.
| N. |                       | Ruolo | Calciatore                   |
| -- | --------------------- | ----- | ---------------------------- |
| 4  | Brasile (bandiera)    | D     | Fabiano Leismann             |
| 7  | Spagna (bandiera)     | C     | Carles Pérez                 |
| 7  | Danimarca (bandiera)  | C     | Pione Sisto                  |
| 8  | Spagna (bandiera)     | C     | Monchu                       |
| 9  | Costa Rica (bandiera) | A     | Álvaro Zamora                |
| 9  | Zimbabwe (bandiera)   | A     | Tino Kadewere                |
| 10 | Croazia (bandiera)    | C     | Uroš Račić                   |
| 11 | Grecia (bandiera)     | A     | Anastasios Dōnīs             |
| 14 | Rep. Ceca (bandiera)  | D     | Jakub Brabec (vice capitano) |
| 15 | Spagna (bandiera)     | D     | Álvaro Tejero                |
| 17 | Rep. Ceca (bandiera)  | D     | Martin Frýdek                |
| 18 | Romania (bandiera)    | C     | Olimpiu Moruțan              |
| 19 | Svezia (bandiera)     | A     | Robin Quaison                |
| 20 | Gambia (bandiera)     | D     | Noah Sonko Sundberg          |
| 21 | Spagna (bandiera)     | C     | Rubén Pardo                  |
| 21 | Croazia (bandiera)    | P     | Lovro Majkić                 |
| 22 | Spagna (bandiera)     | D     | Hugo Mallo                   |

| N. |                        | Ruolo | Calciatore               |
| -- | ---------------------- | ----- | ------------------------ |
| 23 | Spagna (bandiera)      | P     | Julián Cuesta (capitano) |
| 24 | Portogallo (bandiera)  | D     | Pedro Álvaro             |
| 25 | Senegal (bandiera)     | C     | Mamadou Gning            |
| 26 | Paesi Bassi (bandiera) | C     | Gabriel Misehouy         |
| 27 | Senegal (bandiera)     | D     | Noah Fadiga              |
| 28 | Brasile (bandiera)     | A     | Dudu Rodrigues           |
| 30 | Camerun (bandiera)     | C     | Jean Jules               |
| 35 | Grecia (bandiera)      | P     | Geōrgios Athanasiadīs    |
| 37 | Marocco (bandiera)     | D     | Hamza Mendyl             |
| 70 | Grecia (bandiera)      | C     | Giannīs Gianniōtas       |
| 77 | Grecia (bandiera)      | C     | Michail Panagidis        |
| 80 | Spagna (bandiera)      | A     | Loren Morón              |
| 91 | Grecia (bandiera)      | P     | Emiliano Karaj           |
| 92 | Mauritius (bandiera)   | D     | Lindsay Rose             |
| 97 | Finlandia (bandiera)   | C     | Fredrik Jensen           |
| 99 | Senegal (bandiera)     | C     | Clayton Diandy           |

## Calciomercato

### Sessione estiva
| Acquisti         | Acquisti              | Acquisti      | Acquisti                   |
| R.               | Nome                  | da            | Modalità                   |
| ---------------- | --------------------- | ------------- | -------------------------- |
| P                | Geōrgios Athanasiadīs | AEK Larnaca   | gratuito                   |
| P                | Lovro Majkić          | Istria        | definitivo (0,2 milioni €) |
| D                | Pedro Álvaro          | Estoril Praia | gratuito                   |
| D                | Álvaro Tejero         | Espanyol      | gratuito                   |
| D                | Noah Sonko Sundberg   | Ludogorec     | prestito                   |
| C                | Noah Fadiga           | Gent          | definitivo (1,5 milioni €) |
| C                | Giannīs Gianniōtas    | Levadeiakos   | gratuito                   |
| C                | Fredrik Jensen        | Augusta       | gratuito                   |
| C                | Gabriel Misehouy      | Girona        | prestito                   |
| C                | Olimpiu Moruțan       | Ankaragücü    | ?                          |
| C                | Carles Pérez          | Celta Vigo    | prestito                   |
| C                | Uroš Račić            | Sassuolo      | definitivo (3 milioni €)   |
| A                | Anastasios Dōnīs      | APOEL         | gratuito                   |
| A                | Tino Kadewere         | Nantes        | gratuito                   |
| Altre operazioni |                       |               |                            |
| R.               | Nome                  | da            | Modalità                   |
| C                | Domagoj Pavičić       | Sarajevo      | fine prestito              |

| Cessioni         | Cessioni              | Cessioni        | Cessioni                   |
| R.               | Nome                  | a               | Modalità                   |
| ---------------- | --------------------- | --------------- | -------------------------- |
| P                | Filip Sidklev         | Al-Bidda        | definitivo (0,4 milioni €) |
| D                | Valentino Fattore     |                 | svincolato                 |
| D                | Juankar               |                 | svincolato                 |
| D                | Marko Kerkez          | Partizan        | fine prestito              |
| D                | Hugo Mallo            |                 | svincolato                 |
| D                | Martín Montoya        |                 | svincolato                 |
| D                | Fran Vélez            |                 | svincolato                 |
| C                | José Cifuentes        | Rangers         | fine prestito              |
| C                | Vladimír Darida       | Hradec Králové  | gratuito                   |
| C                | Giannīs Fetfatzidīs   |                 | ritirato                   |
| C                | Rubén Pardo           |                 | svincolato                 |
| C                | Kike Saverio          |                 | svincolato                 |
| C                | Dario Špikić          | Dinamo Zagabria | fine prestito              |
| Altre operazioni |                       |                 |                            |
| R.               | Nome                  | a               | Modalità                   |
| P                | Konstantinos Kyriazis |                 | svincolato                 |

### Sessione invernale
| Acquisti         | Acquisti         | Acquisti         | Acquisti         |
| R.               | Nome             | da               | Modalità         |
| Altre operazioni | Altre operazioni | Altre operazioni | Altre operazioni |
| R.               | Nome             | da               | Modalità         |
| ---------------- | ---------------- | ---------------- | ---------------- |

| Cessioni         | Cessioni         | Cessioni         | Cessioni         |
| R.               | Nome             | a                | Modalità         |
| Altre operazioni | Altre operazioni | Altre operazioni | Altre operazioni |
| R.               | Nome             | a                | Modalità         |
| ---------------- | ---------------- | ---------------- | ---------------- |

## Risultati

### UEFA Conference League

#### Qualificazioni
| Arbitro: | Chivulete |

|                        |           |           |
| Santos 75’ Andrade 78’ | Marcatori | 66’ Loren |

| Arbitro: | Dickinson |

|                        |           |                            |
| Fabiano 62’ Monchu 90’ | Marcatori | 11’ Boli 38’ (rig.) Santos |

## Statistiche

### Statistiche di squadra
| Competizione        | Punti | In casa | In casa | In casa | In casa | In casa | In casa | In trasferta | In trasferta | In trasferta | In trasferta | In trasferta | In trasferta | Totale | Totale | Totale | Totale | Totale | Totale | DR |
| Competizione        | Punti | G       | V       | N       | P       | Gf      | Gs      | G            | V            | N            | P            | Gf           | Gs           | G      | V      | N      | P      | Gf     | Gs     | DR |
| ------------------- | ----- | ------- | ------- | ------- | ------- | ------- | ------- | ------------ | ------------ | ------------ | ------------ | ------------ | ------------ | ------ | ------ | ------ | ------ | ------ | ------ | -- |
| Souper Ligka Ellada | 0     | 0       | 0       | 0       | 0       | 0       | 0       | 0            | 0            | 0            | 0            | 0            | 0            | 0      | 0      | 0      | 0      | 0      | 0      | 0  |
| Coppa di Grecia     | -     | 0       | 0       | 0       | 0       | 0       | 0       | 0            | 0            | 0            | 0            | 0            | 0            | 0      | 0      | 0      | 0      | 0      | 0      | 0  |
| Conference League   | -     | 1       | 0       | 1       | 0       | 2       | 2       | 1            | 0            | 0            | 1            | 1            | 2            | 1      | 0      | 1      | 1      | 3      | 4      | -1 |
| Totale              | -     | 1       | 0       | 1       | 0       | 2       | 2       | 1            | 0            | 0            | 1            | 1            | 2            | 1      | 0      | 1      | 1      | 3      | 4      | -1 |

### Andamento in campionato
| Giornata  | 1 | 2 | 3 | 4 | 5 | 6 | 7 | 8 | 9 | 10 | 11 | 12 | 13 | 14 | 15 | 16 | 17 | 18 | 19 | 20 | 21 | 22 | 23 | 24 | 25 | 26 | 27 | 28 | 29 | 30 | 31 | 32 | 33 | 34 | 35 | 36 |
| --------- | - | - | - | - | - | - | - | - | - | -- | -- | -- | -- | -- | -- | -- | -- | -- | -- | -- | -- | -- | -- | -- | -- | -- | -- | -- | -- | -- | -- | -- | -- | -- | -- | -- |
| Luogo     | T | C | T | C | T | C | T | C | T | C  | T  | C  | T  | T  | C  | T  | C  | C  | T  | C  | T  | C  | T  | C  | T  | C  | T  | C  | T  | C  |    |    |    |    |    |    |
| Risultato |   |   |   |   |   |   |   |   |   |    |    |    |    |    |    |    |    |    |    |    |    |    |    |    |    |    |    |    |    |    |    |    |    |    |    |    |
| Posizione |   |   |   |   |   |   |   |   |   |    |    |    |    |    |    |    |    |    |    |    |    |    |    |    |    |    |    |    |    |    |    |    |    |    |    |    |

Legenda:

Luogo: C = Casa; T = Trasferta. Risultato: V = Vittoria; N = Pareggio; P = Sconfitta.

### Statistiche dei giocatori
| Giocatore       | Souper Ligka Ellada | Souper Ligka Ellada | Souper Ligka Ellada | Souper Ligka Ellada | Kypello Ellados | Kypello Ellados | Kypello Ellados | Kypello Ellados | Conference League | Conference League | Conference League | Conference League | Totale   | Totale | Totale      | Totale     |
| Giocatore       | Presenze            | Reti                | Ammonizioni         | Espulsioni          | Presenze        | Reti            | Ammonizioni     | Espulsioni      | Presenze          | Reti              | Ammonizioni       | Espulsioni        | Presenze | Reti   | Ammonizioni | Espulsioni |
| --------------- | ------------------- | ------------------- | ------------------- | ------------------- | --------------- | --------------- | --------------- | --------------- | ----------------- | ----------------- | ----------------- | ----------------- | -------- | ------ | ----------- | ---------- |
| P. Álvaro       | 0                   | 0                   | 0                   | 0                   | 0               | 0               | 0               | 0               | 0                 | 0                 | 0                 | 0                 | 0        | 0      | 0           | 0          |
| G. Athanasiadīs | 0                   | -0                  | 0                   | 0                   | 0               | -0              | 0               | 0               | 1                 | -2                | 0                 | 0                 | 1        | -2     | 0           | 0          |
| J. Brabec       | 0                   | 0                   | 0                   | 0                   | 0               | 0               | 0               | 0               | 1                 | 0                 | 0                 | 0                 | 1        | 0      | 0           | 0          |
| J. Cuesta       | 0                   | -0                  | 0                   | 0                   | 0               | -0              | 0               | 0               | 0                 | -0                | 0                 | 0                 | 0        | -0     | 0           | 0          |
| C. Diandy       | 0                   | 0                   | 0                   | 0                   | 0               | 0               | 0               | 0               | 2                 | 0                 | 1                 | 0                 | 2        | 0      | 1           | 0          |
| A. Dōnīs        | 0                   | 0                   | 0                   | 0                   | 0               | 0               | 0               | 0               | 0                 | 0                 | 0                 | 0                 | 0        | 0      | 0           | 0          |
| Dudu            | 0                   | 0                   | 0                   | 0                   | 0               | 0               | 0               | 0               | 1                 | 0                 | 0                 | 0                 | 1        | 0      | 0           | 0          |
| Fabiano         | 0                   | 0                   | 0                   | 0                   | 0               | 0               | 0               | 0               | 2                 | 1                 | 1                 | 1                 | 2        | 1      | 1           | 1          |
| N. Fadiga       | 0                   | 0                   | 0                   | 0                   | 0               | 0               | 0               | 0               | 2                 | 0                 | 0                 | 0                 | 2        | 0      | 0           | 0          |
| M. Frýdek       | 0                   | 0                   | 0                   | 0                   | 0               | 0               | 0               | 0               | 2                 | 0                 | 1                 | 0                 | 2        | 0      | 1           | 0          |
| G. Gianniōtas   | 0                   | 0                   | 0                   | 0                   | 0               | 0               | 0               | 0               | 2                 | 0                 | 2                 | 0                 | 2        | 0      | 2           | 0          |
| M. Gning        | 0                   | 0                   | 0                   | 0                   | 0               | 0               | 0               | 0               | 0                 | 0                 | 0                 | 0                 | 0        | 0      | 0           | 0          |
| Hugo Mallo      | 0                   | 0                   | 0                   | 0                   | 0               | 0               | 0               | 0               | 0                 | 0                 | 0                 | 0                 | 0        | 0      | 0           | 0          |
| F. Jensen       | 0                   | 0                   | 0                   | 0                   | 0               | 0               | 0               | 0               | 2                 | 0                 | 0                 | 0                 | 2        | 0      | 0           | 0          |
| J. Jules        | 0                   | 0                   | 0                   | 0                   | 0               | 0               | 0               | 0               | 0                 | 0                 | 0                 | 0                 | 0        | 0      | 0           | 0          |
| T. Kadewere     | 0                   | 0                   | 0                   | 0                   | 0               | 0               | 0               | 0               | 1                 | 0                 | 0                 | 0                 | 1        | 0      | 0           | 0          |
| E. Karaj        | 0                   | 0                   | 0                   | 0                   | 0               | 0               | 0               | 0               | 0                 | 0                 | 0                 | 0                 | 0        | 0      | 0           | 0          |
| L. Majkić       | 0                   | -0                  | 0                   | 0                   | 0               | -0              | 0               | 0               | 1                 | -2                | 0                 | 0                 | 1        | -2     | 0           | 0          |
| H. Mendyl       | 0                   | 0                   | 0                   | 0                   | 0               | 0               | 0               | 0               | 2                 | 0                 | 2                 | 0                 | 2        | 0      | 2           | 0          |
| G. Misehouy     | 0                   | 0                   | 0                   | 0                   | 0               | 0               | 0               | 0               | 0                 | 0                 | 0                 | 0                 | 0        | 0      | 0           | 0          |
| Monchu          | 0                   | 0                   | 0                   | 0                   | 0               | 0               | 0               | 0               | 2                 | 1                 | 1                 | 0                 | 2        | 1      | 1           | 0          |
| L. Morón        | 0                   | 0                   | 0                   | 0                   | 0               | 0               | 0               | 0               | 2                 | 1                 | 0                 | 0                 | 2        | 1      | 0           | 0          |
| O. Moruțan      | 0                   | 0                   | 0                   | 0                   | 0               | 0               | 0               | 0               | 2                 | 0                 | 0                 | 0                 | 2        | 0      | 0           | 0          |
| M. Panagidis    | 0                   | 0                   | 0                   | 0                   | 0               | 0               | 0               | 0               | 0                 | 0                 | 0                 | 0                 | 0        | 0      | 0           | 0          |
| R. Pardo        | 0                   | 0                   | 0                   | 0                   | 0               | 0               | 0               | 0               | 0                 | 0                 | 0                 | 0                 | 0        | 0      | 0           | 0          |
| D. Pavičić      | 0                   | 0                   | 0                   | 0                   | 0               | 0               | 0               | 0               | 0                 | 0                 | 0                 | 0                 | 0        | 0      | 0           | 0          |
| C. Pérez        | 0                   | 0                   | 0                   | 0                   | 0               | 0               | 0               | 0               | 1                 | 0                 | 0                 | 0                 | 1        | 0      | 0           | 0          |
| R. Quaison      | 0                   | 0                   | 0                   | 0                   | 0               | 0               | 0               | 0               | 0                 | 0                 | 0                 | 0                 | 0        | 0      | 0           | 0          |
| U. Račić        | 0                   | 0                   | 0                   | 0                   | 0               | 0               | 0               | 0               | 2                 | 0                 | 0                 | 0                 | 2        | 0      | 0           | 0          |
| L. Rose         | 0                   | 0                   | 0                   | 0                   | 0               | 0               | 0               | 0               | 0                 | 0                 | 0                 | 0                 | 0        | 0      | 0           | 0          |
| P. Sisto        | 0                   | 0                   | 0                   | 0                   | 0               | 0               | 0               | 0               | 0                 | 0                 | 0                 | 0                 | 0        | 0      | 0           | 0          |
| N. Sundberg     | 0                   | 0                   | 0                   | 0                   | 0               | 0               | 0               | 0               | -                 | -                 | -                 | -                 | 0        | 0      | 0           | 0          |
| Á. Tejero       | 0                   | 0                   | 0                   | 0                   | 0               | 0               | 0               | 0               | 2                 | 0                 | 1                 | 0                 | 2        | 0      | 1           | 0          |
| Á. Zamora       | 0                   | 0                   | 0                   | 0                   | 0               | 0               | 0               | 0               | 0                 | 0                 | 0                 | 0                 | 0        | 0      | 0           | 0          |